# Valerianella martini
Valerianella martini es una especie de planta perteneciente a la familia  Valerianaceae.

## Descripción
Es una hierba anual con tallos de 5-26 cm, ramificados en la mitad superior o desde la base. Las hojas miden 3-27(45) × 0,7-7(9) mm, decrecientes de abajo arriba, glabras, con márgenes lisos  y nervio medio en el envés; las basales oblanceoladas u oblongo-espatuladas, atenuadas, enteras, subenteras o sinuadas, obtusas, con 1-3 nervios longitudinales –el central destacado– y nervadura secundaria pinnada difusa, secas o faltan durante la floración; las caulinares oblongas u oblongo-espatuladas, enteras o laxamente sinuado-dentadas, obtusas, con 1 nervio destacado, las superiores semejantes a las medias. La inflorescencia con ramas de último orden culminadas por cimas glomeruliformes. Brácteas de 3,8-5 mm, oblongas, de márgenes lisos o con algún dentículo; bractéolas 2-3 mm, semejantes a las brácteas, menores que el fruto. Cáliz reducido a 3 pequeños dientes, persistentes en la fructificación y entonces uno de ellos notablemente desarrollado. Corola  con tubo blanquecino y lóbulos azulados. Anteras de 0,2 mm. Los frutos son aquenios  ovoides, comprimidos, de sección subrectangular, glabros, de un pardo obscuro al madurar, caedizos, con lóbulo fértil inflado.

## Distribución y hábitat
Es ruderal y arvense; se encuentra a una altitud de 800-1600 metros dispersa por el centro y este de España.

## Taxonomía
Valeriana martini fue descrita por Francisco Loscos Bernal y publicado en Trat. Pl. Aragon 1: 23, en el año 1877.
Sinonimia
- Valerianella echinata subsp. martinii (Loscos) Rivas Goday & Borja
- Valerianella godayana Fanlo
- Valerianella locusta subsp. martinii (Loscos) Malag.
- Valerianella willkommii Freyn[3]